# Hedychium
Hedychium  es un género de  plantas perennes nativas de Asia tropical y de los Himalayas, comúnmente alcanza 1,2 a 1,8 metros de altura.  Algunas especies son ornamentales.Comprende 140 especies descritas y de estas, solo 87 aceptadas.

## Descripción
Son hierbas que alcanzan un tamaño de 1–3 m de alto. Hojas angostamente elípticas, de 20–60 cm de largo y 3–10 cm de ancho, ápice acuminado, base atenuada, haz glabra, envés cubierto de tricomas suaves, erectos y largos; lígula 20–30 mm de largo; pecíolo casi ausente. Inflorescencia un tirso espiciforme terminal, 4–20 cm de largo y 3–8 cm de ancho, cincinos con 2–6 flores, brácteas ovado-triangulares, 4–7 cm de largo, agudas, coriáceas, glabras, verdes, bractéolas tubulares, 30–35 mm de largo; flores fragantes; cáliz 25–45 mm de largo; corola 110–120 mm de largo, glabra; labelo vistoso, 2-lobado, 40–45 mm de largo, blanco con base amarilla, estaminodios laterales petaloides, patentes, libres, 30–50 mm de largo, blancos, lobos del labelo y estaminodios laterales creando en conjunto una "flor 4-lobada, estambre con filamento largo. Cápsula subglobosa, hasta 20 mm de largo, anaranjada; semillas rojas, arilo rojo-anaranjado.

## Usos
Hedychium coronarium es la Flor Nacional de Cuba, conocida allí como "flor de mariposa" debido a su parecido con una mariposa en vuelo. Esa particular especie tiene una increíble fragancia, y las mujeres cubanas usaban su perfume en los tiempos de la colonización.  
Es muy común en Brasil, donde se la considera maleza. Fue introducida allí en la época de la esclavitud, por los esclavos africanos.

## Taxonomía
El género fue descrito por Johann Gerhard König y publicado en Das Pflanzenreich IV. 46(Heft 20): 201. 1904.

## Especies aceptadas
A continuación se brinda un listado de las especies del género Hedychium aceptadas hasta febrero de 2013, ordenadas alfabéticamente. Para cada una se indica el nombre binomial seguido del autor, abreviado según las convenciones y usos:
- Lista de especies de Hedychium